# 五一镇 (戈罗杰茨区)
五一镇（羅馬化：Pervomayskiy）是俄罗斯下诺夫哥罗德州的市级镇，属戈罗杰茨区，地处下诺夫哥罗德州西部，北距高尔基水库不远，在区行政中心戈罗杰茨西南、州府下诺夫哥罗德西北方。
该地2021年人口有1,432人；2010年人口1,470；2002年人口1,105；1989年人口1,136。